# 向阳镇 (太原市)
向阳镇为中国山西省太原市尖草坪区下辖的一个镇，位于太原市西北，也称向阳店。该镇是太原市通往阳曲县西部及忻州西八县的必经之路，是傅山故里所在地。

## 行政区划
向陽鎮下轄1個社區，11個村委會：
- 向阳社区
- 南下温村
- 北下温村
- 中下温村
- 西留庄村
- 兰岗村
- 新翟村
- 横渠村
- 西村
- 向阳村
- 下薛村
- 南翟村